# Карпенко, Григорий Данилович
Григорий Данилович Карпенко (1820—1886 или 1889) — литератор-любитель.

## Биография
Родился в деревне Красна Васильковского уезда Киевской губернии в 1820 году. Писал на русском и украинском языках. Брат актёра и композитора С. Д. Карпенко. В раннем детстве стал горбуном. Окончил Елизаветградское уездное училище, продолжить обучение не смог из-за паралича ног. Произведения Карпенко печатались в сборниках, издаваемых им самим или братом, а также вошли в их совместное издание: Карпенко Г. и С. «Сочинения» (кн. 1—4, СПб., 1860). Первая публикация — повесть на украинском языке «Дмитро Войнаровский» (1845). В 1847 году переселился из Киева в Петербург. В 1848 году на станции близ Петербурга, во время случайной встречи с царём (железнодорожная авария), поднёс ему свои сочинения, был приглашён во дворец и в дальнейшем пользовался высочайшим покровительством: получал ежегодную пенсию в 100 рублей серебром, на издания братьев Карпенко подписывались император и его семья, двор, гвардия и т. д..
Произведения Карпенко на русском языке: повесть «Два трупообкрадца», мелодрама «Дмитрий Климовский» (шла в Киеве в 1850), «Сто и три комических рассказа весельчака из Малороссии», «Народная торжественная поэма киевлянина на рождение… великого кязя Алексея Александровича», а также стихи и рассказы Карпенко на русском и украинском языках — несут печать графоманства.
В 1854 году Карпенко в качестве поверенного отстаивал (за солидную мзду) земельные права государственных крестьян Тамбовской губернии от соседних помещиков. С местными властями вел себя дерзко, представлялся «пансионером Его Величества», утверждая, что «лично известен во дворце и что товарищ министра государственных имуществ ему родной дядя». Был арестован, сидя в остроге (1856) донёс о готовящемся покушении на царя, что оказалось ложным. Приговорён к годичному заключению (1857) за «возбуждение государственных крестьян к противодействию полицейской власти». Помилован Сенатом по коронационному манифесту (1859). В 1861 году военный генерал-губернатор пытался выслать Карпенко из Петербурга за присвоение чужих денег и сутяжничество, однако из-за многочисленных прошений Карпенко в Третье отделение и царю не смог сделать этого, и Карпенко был выслан на родину лишь в 1863 году, после личного указания царя. Поселился в Василькове, где писал «ябедные прошения, извлекая из этого свои выгоды и возбуждая крестьян к неосновательным искам» и вновь попал в тюрьму. В 1869 году, после освобождения из Киевского тюремного замка, был оставлен под полицейским надзором с воспрещением выезда из Киева.